# Bouvieraxius springeri
Bouvieraxius springeri är en kräftdjursart som beskrevs av Brian Frederick Kensley 1996. Bouvieraxius springeri ingår i släktet Bouvieraxius och familjen Axiidae. Inga underarter finns listade i Catalogue of Life.